# ورژ پطروسیان
ورژ گئورگی پطروسیان (ارمنی: Վրեժ Գևորգի Պետրոսյան؛ زاده ۲۰ نوامبر ۱۹۵۱ – درگذشته ۲۱ دسامبر ۲۰۲۱) یک کارگردان فیلم، فیلم‌بردار، کارشناس علوم پرورشی و فیلم‌نامه‌نویس اهل ارمنستان بود. وی بین سال‌های ۱۹۷۶ تا - میلادی فعالیت می‌کرد.

## زندگی‌نامه
وی در ۲۰ نوامبر ۱۹۵۱ در ایروان به دنیا آمد و از مؤسسه سینمایی گراسیموف فارغ‌التحصیل گشت. وی همچنین برنده جوایزی همچون مدال طلای وزارت فرهنگ جمهوری ارمنستان ()، جایزه پوغوسیان () و چهره هنری شایسته جمهوری ارمنستان (۲۰۰۹) شده است. وی در ۲۱ دسامبر ۲۰۲۱ در سن ۷۰ سالگی درگذشت .

## بخشی از فیلم‌شناسی
از فیلم‌ها یا برنامه‌های تلویزیونی که وی در آن نقش داشته است می‌توان به آثار زیر اشاره کرد.
- طلا و خاک (۱۹۸۴)
- کاپیتان آراکل (۱۹۸۵)